# Richfield (hrabstwo Washington)
Richfield – wieś w Stanach Zjednoczonych, w stanie Wisconsin, w hrabstwie Washington.